# Marcello Mencarini
 (janvier 2025).
Si vous disposez d'ouvrages ou d'articles de référence ou si vous connaissez des sites web de qualité traitant du thème abordé ici, merci de compléter l'article en donnant les références utiles à sa vérifiabilité et en les liant à la section « Notes et références ».
En pratique : Quelles sources sont attendues ? Comment ajouter mes sources ?
Marcello Mencarini (Monterotondo, 11 mars 1952) est un photographe, journaliste et vidéaste italien.

## Biographie
En 1984, il a commencé une collaboration avec l'agence Grazia Neri, agence photographique italienne, qui se termine avec sa fermeture en 2009.
Au cours de ces années, il crée une série photographique sur les principaux compositeurs contemporains, passant des périodes avec des auteurs tels que Luciano Berio, Giuseppe Sinopoli, John Cage et Karlheinz Stockhausen pour documenter leur méthode de travail.
Une partie de ses photographies argentiques est conservée au MuFoCo, le , dans le cadre des archives de l'agence Grazia Neri.
À partir du milieu des années 1990, avec l'avènement d'Internet et de l'ère numérique, il s'est consacré aux nouveaux médias et aux nouveaux langages de l'image.
En 1995, avec Graziano Arici et Francesco Gorup de Besanez, il a fondé Rosebud, la première agence photographique italienne à distribuer des images au format numérique.
De 2002 à 2007, il a été directeur d'Emage, le département multimédia de l'agence Grazia Neri, où il a expérimenté de nouveaux formats basés sur le contenu généré par les utilisateurs. En particulier, en 2002, il fonde, avec Michele Neri, Makadam  : un projet dédié aux photographes utilisant des téléphones portables. Ce projet comprenait un site web, un journal gratuit entièrement illustré par des photos envoyées par les utilisateurs, et une web TV avec des vidéos réalisées par les membres, toujours avec des téléphones portables. Tout cela avant Flickr, Facebook (2004) et YouTube (2005).
En 2005, il a conçu, écrit et réalisé avec Barbara Seghezzi le documentaire Nuovi comizi d'amore (titre anglais : New Love Meetings) , un remake de Comizi d'amore de Pier Paolo Pasolini. Le film, une enquête sur la sexualité des Italiens, est le premier,, long métrage (93 minutes) tourné avec l'appareil photo d'un téléphone portable, le Nokia N90, et a été projeté en 2008. au MoMA de New York dans le cadre du festival Documentary Quinzaine , au Zurich Film Festival 2006  et à l'IDFA d'Amsterdam 2006  . Nuovi Comizi d'amore peut être considéré comme « un exemple majeur de la façon dont une technologie émergente spécifique, le téléphone portable, modifie la manière de réaliser des documentaires aujourd'hui ».
En 2007, lors du 64e Festival international du film de Venise, il a réalisé Camera at Work. Une performance avec un appareil photo Canon sans opérateur, accrédité pour les photo calls, qui prenait des photos à distance au milieu des photographes.
En 2012, il a fondé l'agence de photojournalisme « Rosebud2 », spécialisée dans les portraits de personnalités et d'événements culturels, dont il est directeur.
De 2019 à 2022, il a été directeur artistique de « Todimmagina », un festival de photographie contemporaine qui se tenait à Todi.
Il est l'auteur de quelques ouvrages sur la photographie, dont : La dolce vita dei paparazzi, Dialogo tra un fotografo e uno stampatore et Dialogo tra un fotografo e un avvocato.
De 1988 à 1994, il a été membre de l'équipe photographique de Radiocorriere TV, chargé de couvrir les événements et les personnalités dans le domaine de la culture et du spectacle italiens et internationaux.
« Photographe pour Radiocorriere TV, Mencarini a travaillé à la fois comme photojournaliste, couvrant des sujets d'actualité et de politique, et comme portraitiste, se spécialisant principalement dans les portraits d'artistes, de musiciens classiques et d'écrivains. » .